# Pensament únic
La fórmula "pensament únic" fou popularitzada en 1996 per la publicació del llibre El Pensament Únic escrit per Ignacio Ramonet conjuntament amb Fabio Giovannini i Giovanna Ricoveri, precedida per l'article editorial, La Pensée unique de Ramonet a Le Monde diplomatique. S'hi denuncia l'acceptació acrítica i cada vegada més majoritària de la doctrina que sosté la primacia de l'economia i la ideologia neoliberal sobre tota la resta de dominis socials.
La idea de pensament únic també es desenvolupa el 2000 per la publicació del llibre Sapiens escrit per Josep Corbella juntament amb Eudald Carbonell, Salvador Moyà i Robert Sala. En un dels capítols parla d'una possible futura societat única. Eudald Carbonell explica que en un futur es pot arribar a un pensament únic perquè amb l'homogeneïtzació i el declivi de la diversitat tendim cap a un funcionament de la Terra com una xarxa neuronal. Els humans evolucionem cap a una intel·ligència mundial, cap a una consciència única, però crítica. Robert Sala diu que si tothom al món està interconnectat, s'eliminen les diferències culturals i de comportament entre les persones, de manera que es tendeix a l'homogeneïtzació, a la consciència única. Deixa d'haver-hi variabilitat cultural perquè s'eliminen les diferències entre societats. Serà un món on no hi haurà contraposició entre diferents maneres de veure les coses. No hi haurà ideologies diferents. Podrà haver-hi idees noves i la tècnica seguirà desenvolupant-se, però sempre en el marc d'aquest pensament únic.*